# Lamazière-Haute
Lamazière-Haute – miejscowość i gmina we Francji, w regionie Nowa Akwitania, w departamencie Corrèze.
Według danych na rok 1990 gminę zamieszkiwały 82 osoby, a gęstość zaludnienia wynosiła 5 osób/km² (wśród 747 gmin Limousin Lamazière-Haute plasuje się na 520. miejscu pod względem liczby ludności, natomiast pod względem powierzchni na miejscu 411.).